# Tvrz Vlachovice
Vodní tvrz Vlachovice nebo též Vodní tvrz Kaštýl jsou archeologické stopy po bývalé vodní tvrzi, které se nacházejí ve Vlachovicích v okrese Zlín ve Zlínském kraji.
Místo, kde tvrz stávala, se nachází na jihozápadním okraji obce nedaleko silnice, jež vede do Vrbětic, a zhruba 50 m od pravého břehu řeky Vláry.

## Historie
Kaštýl si jako své nové sídlo vybudovali někdy kolem roku 1460 vladykové Vlachovští z Vlachovic, kteří vlastnili obec od roku 1343.
V roce 1544 museli Vlachovští tvrz prodat Podstatským z Prusinovic, aby splatili své dluhy. Po nich získal roku 1574 polovinu majetku uherský rod Jakušiců a druhou polovinu rod Aranyiů. V roce 1593 se Dorota Jakušičová provdala za Ference Serenyiho, čímž její polovina panství přešla do majetku rodu Serényiů.
Obě poloviny panství spojila až hraběnka Ester Forgáčová z Gymeše, která někdy kolem roku 1662 připojila Vlachovice k Broumovskému panství.
V letech 1703–1709 využili tehdy již neobydlenou tvrz rakouští dragouni, kteří se zde bránili proti kurucům vůdce protihabsburského povstání Františka Rákocziho.
Od počátku 18. století se tvrz díky „úsilí“ místních obyvatel, kteří ji využívali jako zdroj levného stavebního materiálu, měnila postupně ve zříceninu.

## Popis
V současnosti mají pozůstatky tvrze Kaštýl podobu „tvrziště bez náznaků zdiva“. Zachoval se jen výrazný, travou zarostlý pahorek v místě bývalého jádra opevněného sídla, který je obklopen částečně zachovaným obvodovým valem a dobře zachovaným okružním příkopem, jenž byl napájen vodou z nedaleké Vláry.
Tvrziště má zhruba tvar obdélníku o rozměrech asi 80 x 65 m. Stávalo na obdélném pahorku o rozměrech přibližně 32 x 25 m, který se zvedal asi 3,5 až 5 m nad okolní krajinu.